# 13. ročník udílení AACTA International Awards
13. ročník udílení AACTA International Awards proběhl 10. února 2024 v Gold Coast v australském Queenslandu. Ceny se udělovaly v jedenácti kategoriích, nominace byly zveřejněny 14. prosince 2023. Nejvíce nominací, celkem sedm, získal životopisný film Oppenheimer, následovaný filmy Barbie a Zabijáci rozkvetlého měsíce každý s pěti nominacemi.

## Vítězové a nominovaní
Vítěz je vždy uveden jako první a tučným písmem.

### Film
| Nejlepší film | Nejlepší režisér |
| --- | --- |
| Barbie - Americká fikce - Zabijáci rozkvetlého měsíce - Oppenheimer - Chudáčci | Christopher Nolan – Oppenheimer - Bradley Cooper – Maestro - Greta Gerwig – Barbie - Jorgos Lanthimos – Chudáčci - Martin Scorsese – Zabijáci rozkvetlého měsíce |
| Nejlepší mužský herecký výkon v hlavní roli | Nejlepší ženský herecký výkon v hlavní roli |
| Cillian Murphy jako Robert Oppenheimer – Oppenheimer - Bradley Cooper jako Leonard Bernstein – Maestro - Leonardo DiCaprio jako Ernest Burkhart – Zabijáci rozkvetlého měsíce - Andrew Scott jako Adam – Všichni moji cizinci - Jeffrey Wright jako Thelonious "Monk" Ellison – Americká fikce | Margot Robbie jako Barbie – Barbie - Cate Blanchett jako sestra Eileen – Nový chlapec - Lily Gladstone jako Mollie Burkhart – Zabijáci rozkvetlého měsíce - Carey Mulligan jako Felicia Montealegre – Maestro - Emma Stone jako Bella Baxter – Chudáčci                   |
| Nejlepší mužský herecký výkon ve vedlejší roli | Nejlepší ženský herecký výkon ve vedlejší roli |
| Ryan Gosling jako Ken – Barbie - Matt Damon jako Leslie Groves – Oppenheimer - Robert De Niro jako William King Hale – Zabijáci rozkvetlého měsíce - Robert Downey Jr. jako Lewis Strauss – Oppenheimer - Jacob Elordi jako Felix Catton – Saltburn                                            | Vanessa Kirby jako Joséphine Bonaparte – Napoleon - Penélope Cruz jako Laura Ferrari – Ferrari - Julianne Moore jako Gracie Atherton-Yoo – Láska napříč věkem - Rosamund Pike jako Lady Elspeth Catton – Saltburn - Da'Vine Joy Randolph jako Mary Lamb – Zimní prázdniny |
| Nejlepší scénář | |
| Tony McNamara – Chudáčci - Cord Jefferson – Americká fikce - Greta Gerwig a Noah Baumbach – Barbie - Bradley Cooper a Josh Singer – Maestro - Christopher Nolan – Oppenheimer | |

### Televize
| Nejlepší komediální seriál | Nejlepší dramatický seriál |
| --- | --- |
| Medvěd - Jen vraždy v budově - Sexuální výchova - Ted Lasso - Úžasná paní Maiselová | Boj o moc - Ve při - Koruna - The Last of Us - Yellowjackets |
| Nejlepší mužský herecký výkon v seriálu | Nejlepší ženský herecký výkon v seriálu |
| Jeremy Allen White jako Carmen „Carmy“ Berzatto – Medvěd - Kieran Culkin jako Roman Roy – Boj o moc - Matthew Macfadyen jako Tom Wambsgans – Boj o moc - Pedro Pascal jako Joel Miller – The Last of Us - Jeremy Strong jako Kendall Roy – Boj o moc | Sarah Snook jako Siobhan „Shiv“ Royová – Boj o moc - Elizabeth Debicki jako Princezna Diana – Koruna - Helen Mirren jako Cara Dutton – 1923 - Bella Ramsey jako Ellie Williamsová – The Last of Us - Ali Wong jako Amy Lau – Ve při |